# Tête de Méduse
Pour les articles homonymes, voir Tête de Méduse (homonymie).
Tête de Méduse est une pièce de théâtre écrite par Boris Vian en 1951. Mais ce n'est qu'en 1970 que la pièce a été publiée chez Christian Bourgois. Elle a été jouée pour la première fois en 1974, d'abord à Abidjan, puis en 1975 au Théâtre de la Gaîté-Montparnasse.

## Description
Cette pièce en un acte, écrite en 1951, est une comédie, parodie de vaudeville, qui utilise tous les personnages du théâtre de boulevard : le mari cocu, la femme adultère, l'amant. Présentée en un acte unique découpé en douze scènes, « elle est par certains côtés si démentielle qu'il nous advint de la qualifier de vaudeville d'épouvante tant la présence du personnage central, l'amant, la tête continûment occluse d'un pansement entre les spires duquel on lui introduit tous les quarts d'heure des tartines de roquefort rappelait l'atmosphère d'un vaudevile d'Empire. » Noël Arnaud fait ici allusion à une vaudeville d'Henri Rochefort.
Outre les personnages constituant la base habituelle de la comédie de boulevard, le mari cocu, l'amant et la femme adultère, on trouve aussi le chauffeur, et l'ami de l'amant.

## Argument
Antoine Bonneau est content d'être trompé par sa femme Lucie, espérant que la frustration déclenche chez lui le génie créateur auquel il aspire en littérature.

## Les personnages
Ils sont listés brièvement sans description aucune avec leur nom et leur fonction dans l'ordre suivant : Claude Vilebrequin, soupirant, puis séducteur de Lucie Bonneau, Francis Lopez, amant de Lucie, Antoine Bonneau, mari de  Lucie, Charles, chauffeur d'Antoine Bonneau, Lucie Bonneau, épouse d'Antoine.
D'Déé décrit Antoine Bonneau, le cocu, comme un « écrivain, masochiste, parano, permissif, impuissant », en un mot « moderne ». Son impuissance résulte d'un accident de chasse qu'il a eu un an après son mariage. Pestureau le voit de plus comme sûr de lui, égoïste et autocrate.
Claude Vilebrequin, initialement ami de l'amant, est un homme beau et jeune ; il aime le roquefort, le « gros rouge » et les voitures anciennes ; il est tour à tour décorateur et mannequin.

## Quelques scènes
On apprend graduellement que l'amant de Lucie Bonneau (Francis Lopez) vit chez le soupirant de Lucie Bonneau (Claude Vilebrequin) dont il est l'ami, et qu'il reste dans le noir à cause de son pansement.  Que l'ami est entré par erreur douze fois dans la salle de bain, ce qui oblige l'amant à coller de la mie de pain dans les trous de la serrure. Et dès le début de la scène II,  le chauffeur d'Antoine, mari de Lucie, apporte la valise et annonce la venue d'Antoine.
Vian jongle avec les mots, glissant quelques allusions salaces concernant une valise Elle est pleine la salope.... Il ne fallait  pas tant la bourrer ... votre valise, oui. La pièce a été écrite la même année que Le Goûter des généraux.

## Contexte de la création et analyse
La pièce a été écrite peu après que Boris ait été en phase de séparation avec sa première épouse, Michèle, et alors qu'il venait de s'installer avec Ursula Kübler. 
Pour Julie Caîn, la pièce est l'occasion pour lui de « tourner en dérision les relations de couple, et donc d'essayer de les dédramatiser », avec un certain cynisme. Elle attribue le titre de la pièce aux multiples opérations esthétiques subies par l'amant, qui renverraient aux modifications spirituelles de la psyché induites par Méduse, personnage suscitant l'effroi et pétrifiant ceux qui la regardaient. Elle établit un parallèle entre des tirades où Claude sursaute en s'écriant « Maman ! » et cet effroi à la vue de Méduse, qui constituerait une forme de culpabilité.
Nombreux sont ceux qui ont vu dans cette pièce une manifestation des attitudes ambivalentes de Boris Vian face à la gent féminine ; Gilbert Pestureau relève avec ironie que les critiques qui ont vu dans cette farce le reflet d'un drame œdipien et d'une angoisse de castration chez Boris Vian sont sans doute trop subtils, et réfute donc implicitement le lien avec l'ouvrage de Sigmund Freud du même nom, La Tête de Méduse, du moins appliqué à Vian.

## Principaux lieux de création
- 1974 :Abidjan, Centre culturel  français en côte d'Ivoire, mise en scène de Gérard Caillaud avec dans la distribution :  Philippe Rondest, Philippe Etesse (dans le rôle de Claude Vilbrequin), Françoise Felgerolles [10]
- 1975 :  Théâtre de la Gaîté-Montparnasse, Paris